# Provinz Sud Yungas
Sud Yungas („Süd-Yungas“) ist eine von zwanzig Provinzen des Departamento La Paz im südamerikanischen Anden-Staat Bolivien und liegt im östlichen Teil des Departamentos.

## Lage
Die Provinz liegt an den Osthängen der bolivianischen Cordillera Real und grenzt im Osten an das Departamento Cochabamba und das Departamento Beni, im Norden an die Provinz Franz Tamayo,  im Westen an die Provinz Larecaja, die Provinz Caranavi und die Provinz Nor Yungas, im Südwesten an die Provinz Murillo, im Süden an die Provinz Loayza, und im Südosten an die Provinz Inquisivi.
Die Provinz erstreckt sich zwischen etwa 14° 54' und 16° 42' südlicher Breite und 66° 48' und 67° 58' westlicher Länge, sie misst von Norden nach Süden 200 Kilometer, von Westen nach Osten bis 75 Kilometer.

## Bevölkerung
Die Einwohnerzahl der Provinz Sud Yungas ist in den vergangenen drei Jahrzehnten auf mehr als das Doppelte angestiegen:
| Jahr | Einwohner | Quelle       |
| ---- | --------- | ------------ |
| 1992 | 51 930    | Volkszählung |
| 2001 | 63 639    | Volkszählung |
| 2012 | 105 013   | Volkszählung |
| 2024 | 121 518   | Volkszählung |

Der Alphabetisierungsgrad in der Provinz beträgt 88,9 Prozent, und zwar 93,4 Prozent bei Männern und 83,6 Prozent bei Frauen.
Die Säuglingssterblichkeit ist von 7,2 Prozent (1992) auf 6,8 Prozent (2001) zurückgegangen.
88,2 Prozent der Bevölkerung sprechen Spanisch, 57,9 Prozent sprechen Aymara, und 4,3 Prozent Quechua. (2001)
66,4 Prozent der Bevölkerung haben keinen Zugang zu Elektrizität, 59,6 Prozent leben ohne sanitäre Einrichtung (2001).
80,2 Prozent der Haushalte besitzen ein Radio, 22,5 Prozent einen Fernseher, 19,4 Prozent ein Fahrrad, 3,1 Prozent ein Motorrad, 3,7 Prozent einen PKW, 9,1 Prozent einen Kühlschrank, 0,9 Prozent ein Telefon. (2001)
77,1 Prozent der Einwohner sind katholisch, 15,4 Prozent sind evangelisch (1992).

## Gliederung
Die Provinz Sud Yungas gliederte sich bei der Volkszählung von 2024 in die folgenden fünf Verwaltungsbezirke (bolivianisch: Municipios):
- 02-1101 Municipio Chulumani – 18.278 Einwohner
- 02-1102 Municipio Irupana – 23.076 Einwohner
- 02-1103 Municipio Yanacachi – 7.583 Einwohner
- 02-1104 Municipio Palos Blancos – 26.995 Einwohner
- 02-1105 Municipio La Asunta – 45.586 Einwohner

## Ortschaften in der Provinz Sud Yungas
- Municipio Chulumani
  - Chulumani 2028 Einw. – Huancané 922 Einw. – Colpar 677 Einw. – Naranjani 666 Einw. – Tajma 589 Einw. – Villa Remedios 567 Einw. – Río Blanco 510 Einw. – Palma Pampa 484 Einw. – Cutusuma 416 Einw. – Huancapampa 331 Einw. – Ocobaya 327 Einw. – Pasto Pata 259 Einw. – Chirca 126 Einw.

- Municipio Irupana
  - Irupana 1949 Einw. – Chicaloma 768 Einw. – Bolsa Negra 699 Einw. – Lambate 598 Einw. – Santa Rosa 517 Einw. – Chuñavi 451 Einw. – Bajo Ocobaya 442 Einw. – Iquico 356 Einw. – Totoral 322 Einw. – Tres Ríos 303 Einw. – Totora Pampa 301 Einw. – Chiltuhaya 289 Einw. – La Plazuela 251 Einw. – Santiago de Taca 218 Einw. – Pariguaya 217 Einw. – Taca 180 Einw. – Laza 158 Einw. – Victorio Lanza 76 Einw.

- Municipio Yanacachi
  - La Chojlla 1573 Einw. – Suiqui Milamilani 491 Einw. – Yanacachi 314 Einw. – Puente Villa 157 Einw. – Villa Aspiazu 144 Einw. – Unduavi 80 Einw.

- Municipio Palos Blancos
  - Palos Blancos 5478 Einw. – Sapecho 843 Einw. – Santa Ana de Mosetenes 721 Einw. – Inicua 711 Einw. – Covendo 591 Einw. – Popoy 558 Einw. – Villa Concepción 542 Einw. – Tucupi 514 Einw. – San Miguel de Huachi 505 Einw. – San José 500 Einw. – Puerto Carmen 373 Einw. – Agua Dulce 274 Einw.

- Municipio La Asunta
  - La Asunta 2143 Einw. – La Calzada 1200 Einw. – Las Mercedes 1119 Einw. – Siguani Grande 1023 Einw. – Copalani 711 Einw. – Calizaya 676 Einw. – Santa Rosa 672 Einw. – Santiago Tocoroni 647 Einw. – Yanamayu 644 Einw. – Diez de Febrero 543 Einw. – Charia 523 Einw. – Colopampa Grande 471 Einw. – San José 451 Einw. – Villa Esperanza 404 Einw. – Huayabal 396 Einw. – Cotapata 308 Einw. – El Palmar 307 Einw. – Charoplaya 234 Einw. – Puerto Rico 269 Einw. – Chamaca 205 Einw. – Charobamba 133 Einw. – Villa Barrientos 74 Einw.